# Jedenspeigen
Jedenspeigen là một thị trấn ở huyện Gänserndorf thuộc bang Niederösterreich nước Áo. Đô thị Jedenspeigen có diện tích 23,22 km², dân số năm 2001 là 1166 người.